# فران لونش
فران لونش (بالإنجليزية: Fran Lynch)‏ هو لاعب كرة قدم أمريكية أمريكي، ولد في 3 ديسمبر 1945 في بريدجبورت في الولايات المتحدة، وتوفي في 1 أكتوبر 2014.

## وصلات خارجية
- فران لونش على موقع مرجع كرة القدم المحترفة.كوم (الإنجليزية)